# Ylinen Vuoskujärvi
Ylinen Vuoskujärvi, Keskinen Vuoskujärvi och Alainen Vuoskujärvi, eller Vuoskujärvet är sjöar i Finland. De ligger i kommunen Pello i landskapet Lappland, i den norra delen av landet, 700 km norr om huvudstaden Helsingfors. Ylinen Vuoskujärvi ligger 128 meter över havet. Arean är 22,4 hektar och strandlinjen är 2,14 kilometer lång. Sjön  ingår i Torne älvs huvudavrinningsområde. 